# Zehengreifer
Als Zehengreifer bezeichnet man die bei dreidimensional geformten Fußbetten von Schuhen oder Sandalen vorhandene quer verlaufende Erhebung zwischen den Ballen der Zehengrundgelenke und den Zehenbeeren.
Die Funktion dieser dammähnlichen Erhebung soll dem aktiven Krümmen der Zehen während der Abrollbewegung beim Laufen dienen. Das setzt jedoch voraus, dass entweder die Sohle sehr biegeelastisch ist, oder (wie bei Holzsandalen) der Fuß nur von einem quer verlaufenden Riemen oberhalb der Zehengrundgelenke an der Sohle gehalten wird. In beiden Fällen werden die Zehen während der Abstoßphase gekrümmt.
Der Zehengreifer dient somit wohl eher optischen als funktionalen Zwecken, denn für eine Greifbewegung der Zehen ist eine Vertiefung im Bereich der Ballen und Zehenbeeren sinnvoll, wodurch zwangsläufig eine quer verlaufende Erhöhung zwischen beiden Bereichen entsteht.